# آموس هاريل
آموس هاريل (بالعبرية: עמוס הראל‏) هو صحفي إسرائيلي، ولد في 1968.